# Saratoga (Caroline du Nord)
Pour les articles homonymes, voir Saratoga.
Saratoga est une ville de Caroline du Nord située dans le comté de Wilson.

## Démographie
| 1880 | 1890 | 1900 | 1910 | 1940 | 1950 |
| ---- | ---- | ---- | ---- | ---- | ---- |
| 81   | 102  | 123  | 136  | 292  | 366  |

| 1960 | 1970 | 1980 | 1990 | 2000 | 2010 |
| ---- | ---- | ---- | ---- | ---- | ---- |
| 409  | 391  | 381  | 342  | 379  | 408  |